# Xã Liberty, Quận Iron, Missouri
Xã Liberty (tiếng Anh: Liberty Township) là một xã thuộc quận Iron, tiểu bang Missouri, Hoa Kỳ. Năm 2010, dân số của xã này là 493 người.